# 六點團體
六点团體（英語：Six Point Group）是1921年由朗達女子爵创立的英国女性主義团体，旨在推动英国的法律改革。六點團體以男女平等為组织原则，该原则屬於女性主義与平等女性主义思想，而与新女性主义和福利女性主义形成对比。六点團體的成员不到三百人，但在两次世界大战期间发挥了相当的政治影响力。该团体参加选举，並發表期刊《Time and Tide》。六点团体亦向政府派出代表团，组织公众集会，并在各主要报刊上發表文章。

## 宗旨
六个目标是：
1. 立法禁止虐待儿童；
2. 为丧偶母亲制定立法；
3. 对未婚母亲及其子女的立法；
4. 已婚父母享有平等的监护权；
5. 教师同工同酬；
6. 公务员中的男女平等。

後來演變成妇女平等的六大要点：政治、职业、道德、社会、经济和法律。

## 歷史
1921年，麦克沃思创立六點團體。1921-1926年，威妮弗雷德·梅奥（英語：Winifred Mayo）擔任六點團體的秘书。
1933年，六点团体与门户开放委员会合作，以争取已婚妇女的工作权利。此后，六点团体成立所得税改革委员会，并于1938年成立已婚妇女协会。
第二次世界大战期间，六点團體就各种问题进行了抗爭，如女性只得到男性的三分之二的工资。他们反对1939年《人身伤害（紧急条款）法》规定男女间的人身伤害赔偿款存在差异。六点团体参与了1941年至1943年的同工同酬运动。1944年，他們聯同同工同酬委员会、门户开放委员会一起派出代表，並聯同米利琴特·費塞特爭取公务员领域中的男女同工同酬。
战后，六點團體继续發揮政治影响力。他們要求修改《婚姻诉讼和财产法》，讓已婚妇女得到更多经济保护。
1967年开始，六點團體一直與其他婦女團體進行溝通和協調。1970年，Hazel Hunkins Hallinan接任六点团体秘書。从1970年代開始，该组织一直未能招募到年轻女性。

## 档案
六点團體的歷史档案保存於伦敦城市大学的妇女图书馆，编号5SPG Archive.today的存檔，存档日期2012-12-23

## 參看
- 女性主義